# 川井村 (岩手県)
川井村（かわいむら）は、平成21年（2009年）まで岩手県下閉伊郡にあった村。現在の宮古市西部の山間部に相当する。岩手県のほぼ中央に位置し、早池峰自然環境保全地域、区界高原自然環境保全地域、青松葉山自然環境保全地域が含まれる。

## 地理
平地はほとんどなく川沿いに人家が密集する地区が多い。
- 山：早池峰山、青松葉山
- 河川：閉伊川

## 歴史

### 沿革
- 1889年（明治22年）4月1日 - 町村制施行にともない、川井村・片巣村・川内村・鈴久名村・夏屋村・箱石村・古田村の計7か村が合併して新制の中閉伊郡川井村が発足。門馬村と組合村を形成。
- 1897年（明治30年）4月1日 - 郡の統合により中閉伊郡・東閉伊郡・北閉伊郡が合併して下閉伊郡が発足[1]。下閉伊郡川井村となる。
- 1937年（昭和12年）2月 - 豪雪。村内で炭窯が崩れるなどして3人が死亡[2]。
- 1955年（昭和30年）7月1日 - 門馬村・小国村と合併し、新制の川井村が発足。
- 1988年（昭和63年）12月27日 - 川井村江繋タイマグラ地区（当時2世帯3人が居住。うち1世帯1人は同年夏の転入者）に、日本国内で最後に電気が通じる[3]。
- 2010年（平成22年）1月1日 - 宮古市に編入。

### 平成の大合併
下閉伊郡に属する川井村は、同郡域の中心都市である宮古市および岩泉町などの郡内各町村（普代村を除く）とゴミ処理・屎尿処理などの部門で広域行政組合を設置していたことから、平成の大合併において、宮古市が同組合を構成する各町村に対し宮古市への合併検討会に参加するよう呼びかけた。しかし、川井村では山間部にある川井村が宮古市と合併すれば「周辺部」としてさらに過疎化が進む懸念があるとして検討会への参加を拒否した。
広大な行政区域を有し、昭和の大合併以前の旧3か村（川井・小国・門馬）間相互での交通も不便な川井村では、住民の生活圏も東部の旧川井村域では宮古市、南部の旧小国村域は遠野市、西部の旧門馬村域は盛岡市と分かれており、旧門馬村域で平成17年（2005年）7月に実施された住民アンケートの結果では、盛岡市との合併を望む回答（78.2%）が宮古広域圏での合併を望む回答（3.2%）を大きく上回った。こうしたことから、平成18年（2006年）には、岩手県の関係者が、分村合併が決まった上九一色村を擁する山梨県の市町村課を訪れて実情を聞くなど、一時は分村合併を想定した動きも見られた。だが結局、平成20年（2008年）7月30日に宮古市との間で法定合併協議会を設置。平成22年（2010年）1月1日に全村を以て宮古市へ編入合併することで合意に達し、平成21年（2009年）5月28日には合併協定調印式が挙行され、同年6月12日には宮古市と川井村の両議会が合併関連議案を可決した。

## 行政
- 最後の村長：内舘勝則（うちだて かつのり）

- 歴代村長

川井・門馬組合村長（昭和の合併以前）
| 代 | 氏名         | 就任                       | 退任                      |
| -- | ------------ | -------------------------- | ------------------------- |
| 1  | 船越金平     | 明治22年（1889年）6月14日  | 明治24年（1891年）6月20日 |
| 2  | 刑部鍼衛     | 明治24年（1891年）9月9日   | 明治27年（1894年）4月1日  |
| 3  | 岩浅有徳     | 明治27年（1894年）5月29日  | 明治31年（1898年）4月1日  |
| 4  | 古沢昌俊     | 明治31年（1898年）6月23日  | 明治38年（1905年）4月1日  |
| 5  | 佐々木恵之進 | 明治38年（1905年）4月6日   | 明治45年（1912年）4月1日  |
| 6  | 佐々木佐仲   | 大正元年（1912年）12月30日 | 大正12年（1923年）3月1日  |
| 7  | 鈴木養治     | 大正12年（1923年）4月30日  | 昭和2年（1927年）4月1日   |
| 8  | 下総百司     | 昭和2年（1927年）5月30日   | 昭和15年（1940年）8月15日 |
| 9  | 川原田正一   | 昭和15年（1940年）8月20日  | 昭和17年（1942年）7月20日 |
| 10 | 鈴木福太郎   | 昭和17年（1942年）7月30日  | 昭和21年（1946年）11月    |
| 11 | 沢口賢三     | 昭和21年（1946年）11月20日 | 昭和24年（1949年）4月15日 |
| 12 | 菅原長之助   | 昭和24年（1949年）5月23日  | 昭和30年（1955年）6月30日 |

川井村長（昭和の合併以後）
初代 - 前川秀男（元・小国村長）

## 姉妹都市・友好都市
- 姉妹都市提携を結んでいた市町村等は存在しない。

## 産業

### 郵便局
- 川井郵便局
- 門馬郵便局
- 小国郵便局
- 陸中川内郵便局

## 地域

### 教育

#### 小学校
- 川井村立川井小学校
- 川井村立川井西小学校
- 川井村立小国小学校
- 川井村立江繋小学校
- 川井村立門馬小学校

#### 中学校
- 川井村立川井中学校

#### 高等学校
- 岩手県立宮古高等学校川井校

## 交通

### 鉄道路線
- 東日本旅客鉄道（JR東日本）
  - 山田線 ： 区界駅 - 松草駅 - 平津戸駅 - 川内駅 - 箱石駅 - 陸中川井駅

### 路線バス
- 岩手県北バス
  - 106急行バス（盛岡駅⇔区界⇔川内⇔川井⇔茂市⇔宮古駅）
- 川井村営バス

### 道路

#### 高速道路

##### 地域高規格道路
- 宮古盛岡横断道路

#### 一般国道
- 国道106号
  - 道の駅：区界高原 - やまびこ館
- 国道340号

#### 県道

##### 主要地方道
- 岩手県道25号紫波川井線
- 岩手県道26号大槌川井線

##### 一般県道
- 岩手県道142号川内停車場線
- 岩手県道143号陸中川井停車場線
- 岩手県道170号松草停車場線
- 岩手県道171号大川松草線

## 名所・旧跡・観光スポット・祭事・催事
- 早池峰山
- 区界高原
- 薬師塗漆工芸館
- 横沢冷泉 静峰苑
- 川井村郷土芸能祭

## 川井テレビ
2011年（平成23年）7月24日に地上波アナログテレビ放送が廃止され地上波テレビがデジタルに一本化される事に伴い、村内に2009年（平成21年）12月13日、デジタル放送のみを配信する村のケーブルテレビ局として、川井テレビが開局した。それに伴い村の大部分が山間部の難視聴地域にあり、その対策で設置されていたアナログ放送用の共同アンテナは同年末までに全て撤去され、日本国内では事実上初となる市町村単位での完全な「地デジ」化完了のケースとなった。